# Cameron Borthwick-Jackson
Cameron Jake Borthwick-Jackson  (* 2. Februar 1997 in Manchester) ist ein englischer Fußballspieler. Der Verteidiger stand zuletzt beim polnischen Erstligisten Śląsk Wrocław unter Vertrag.

## Karriere

### Verein
Borthwick-Jackson wurde in Manchester geboren und spielte bereits früh in der Jugend von Manchester United. Sein Premier-League-Debüt gab er unter Louis van Gaal am 7. November 2015 im Heimspiel gegen West Bromwich Albion. Nur einen Monat später absolvierte er auch seine erste Partie in der UEFA Champions League gegen den VfL Wolfsburg. Im August 2016 wurde er dann an den Zweitligisten Wolverhampton Wanderers verliehen. Nach weiteren Stationen als Leihspieler bei Leeds United, Scunthorpe United, den Tranmere Rovers und Oldham Athletic wurde er 2020 von Oldham fest verpflichtet. Ein Jahr später wechselte er zu Burton Albion, bevor er sich im Sommer 2023 dem polnischen Erstligisten Śląsk Wrocław anschloss. Doch auch dieser lieh Borthwick-Jackson vom 18. Januar 2024 bis zum Saisonende an Ross County in die Scottish Premiership aus.

### Nationalmannschaft
Von 2012 bis 2016 absolvierte der Verteidiger zwölf Partien für diverse englische Jugendnationalmannschaften.

## Erfolge
- Englischer Pokalsieger: 2016